# دوسر غرينيري
دوسر غرينيري (الاسم العلمي:Aegilops grenieri) هي نوع نباتي يتبع جنس الدوسر من الفصيلة النجيلية. 